# نانسي تالبوت
نانسي تالبوت (بالإنجليزية: Nancy Talbot)‏ هي سيدة أعمال أمريكية، ولدت في 17 أغسطس 1920 في شارليفوي في الولايات المتحدة، وتوفيت في 30 أغسطس 2009 بسبب مرض آلزهايمر.